# Teucholabis jocosa
Teucholabis jocosa är en tvåvingeart som beskrevs av Alexander 1913. Teucholabis jocosa ingår i släktet Teucholabis och familjen småharkrankar. Inga underarter finns listade i Catalogue of Life.